# Vera Atseva
Vera Atseva - Dosta (Oreovec, 24 de noviembre de 1919-Skopie, 10 de noviembre de 2006) fue una comunista macedonia, participante en la Segunda Guerra Mundial en Yugoslavia y heroína nacional.

## Biografía

### Entre las dos guerras mundiales
Debido a su mala situación financiera, Atseva tuvo que detener su educación después del segundo año de gimnasio y encontrar trabajo. Trabajó en la industria del tabaco.
Se convirtió en parte del movimiento obrero cuando tenía 16 años. Se convirtió en miembro de la Liga de Comunistas de Yugoslavia a principios de 1940. En septiembre del mismo año, en la conferencia provincial, fue elegida miembro del Comité Regional de la Liga de Comunistas de Yugoslavia para Macedonia. Desde septiembre de 1940 hasta noviembre de 1941 fue secretaria del Comité Local en Prilep. 

### Segunda Guerra Mundial en Yugoslavia
Atseva fue una de las primeras organizadoras del Destacamento Partisano de Prilep. A principios de 1942 trabajó en la Liga de Comunistas de Yugoslavia en Skopje, luego como instructora del partido en Strumica, Bitola y Štip. En agosto de 1943 se convirtió en comisionada del destacamento de Shar, y cuando el 11 de noviembre de 1943 se formó la Primera Brigada Macedonia-Kosovo, Aceva fue elegida comisaria política adjunta. Estuvo en esta posición hasta enero de 1944, cuando se convirtió en la secretaria política del Comité de Distrito Tercero y Cuarto de la Liga de Comunistas de Macedonia. En agosto de 1944 participó en la primera sesión de la Asamblea Antifascista para la Liberación Nacional de Macedonia, en la que fue seleccionada en su presidium.

### Después de la liberación
Después de la liberación, Atseva se desempeñó en más cargos directivos. En 1948 fue la alcaldesa de la ciudad de Skopje. En el Quinto Congreso del Partido Comunista de Yugoslavia en julio de 1948, fue elegida miembro del Comité Central de la Liga de Comunistas de Yugoslavia. En marzo de 1949, durante la reconstrucción del gobierno de la República Popular de Macedonia, fue elegida ministra de Agricultura. Era entonces miembro del Consejo Ejecutivo Federal, miembro del Parlamento en más de las convocatorias de la República Popular de Macedonia y SFRY. 
En 1960, Atseva entró en conflicto con el entonces secretario del Partido Comunista de Macedonia, Lazar Koliševski, acusándolo de tomar decisiones junto con Vidoe Smilevski - Bato fuera del Comité Ejecutivo de la Liga de Comunistas de Macedonia. En la reunión del 18 de octubre de 1960, Aleksandar Rankovic vino de Belgrado y se puso al lado de Koliševski. Atseva se vio obligada a retirarse y se mudó a trabajar a Belgrado.
En 1991 publicó el libro "Carta a Svetozar Vukmanovik - Tempo".